# Olsztynek
Pour la commune, voir Olsztynek (gmina).
Olsztynek (en allemand Hohenstein) est une ville de Pologne, située au nord du pays, dans la voïvodie de Varmie-Mazurie. Elle est le chef-lieu de la gmina de Olsztynek, dans le powiat d'Olsztyn.

## Histoire
Olsztynek signifie Petit Olsztyn en polonais. Déjà au XVe siècle, les sources font déjà mention de Parvum Olstin, un nom ayant une signification semblable au nom actuel. En fait la ville doit son nom à son fondateur, Günter von Hohenstein, le commandeur d'Ostróda, ville voisine située à une trentaine de kilomètres. Holenstein étant le nom allemand d'Olsztyn.
En 1359, le grand maître, Winrich von Kniprode, accorde les droits à la ville. Celle-ci est fondée sur un plan semblable à beaucoup d'autres villes des chevaliers teutoniques. Le point focal est la vaste place du marché, à partir de laquelle partent deux rues perpendiculaires. La ville forme un quadrilatère de 245 x 170 mètres de côté. Elle est entourée de murs d'une hauteur d'environ 10 mètres. À la fin du Moyen Âge, Olsztynek compte environ 450 habitants.
Le 23 juillet 1410, les chevaliers teutoniques subissent une cuisante défaite au cours de la bataille de Grunwald qui se déroule à une quinzaine de kilomètres d'Olsztynek. La ville est prise et incendiée. Elle est rapidement reconstruite, mais les chevaliers qui ont besoin de financer leur contribution aux dommages de guerre, taxent lourdement ses habitants. En 1440, la ville devient membre de la ligue de Prusse, qui s'oppose à l'autorité de l'État teutonique, mais rentre dans le rang lorsque la Pologne lui déclare la guerre en 1454.
Pendant la guerre du Royaume de Pologne contre l’État teutonique (1519-1521), Olstynek est occupée par les troupes de l’Hetman Mikołaj Firlej, qui confirme les privilèges de la ville.
Contrairement aux pays voisins de la principauté de Varmie, Olsztynek demeure au sein de l'État teutonique. Lorsqu'en 1525, le Grand maître Albert de Brandebourg décide de convertir l'ordre au luthéranisme et de transformer l'État des chevaliers teutoniques en Duché de Prusse, la ville intègre le nouvel État, fief du royaume de Pologne.
En 1656, pendant la Première guerre du Nord, la ville est pillée par les troupes suédoises. Depuis 1618 jugé dans l'union personnelle du Margraviat de Brandebourg et du Brandebourg-Prusse, Olsztynek et la Prusse ducale sont incorporés au royaume de Prusse en 1701. 
De 1818 à 1945, Hohenstein fait partie de l'arrondissement d'Osterode-en-Prusse-Orientale (de) dans la province de Prusse-Orientale. Après l'unification de l'Allemagne en 1871, la ville intègre l'Empire allemand.
Au début de la Première Guerre mondiale en août 1914, les troupes de l'armée impériale russe occupent la région, mais sont défaites par les forces de la Deutsches Heer du général Paul von Hindenburg et du chef d'état-major Erich Ludendorff à la bataille de Tannenberg qui se déroule du 27 au 29 août dans les environs immédiats d'Olsztynek. De nombreux bâtiments dont l’hôtel de ville sont détruits.

## Galerie

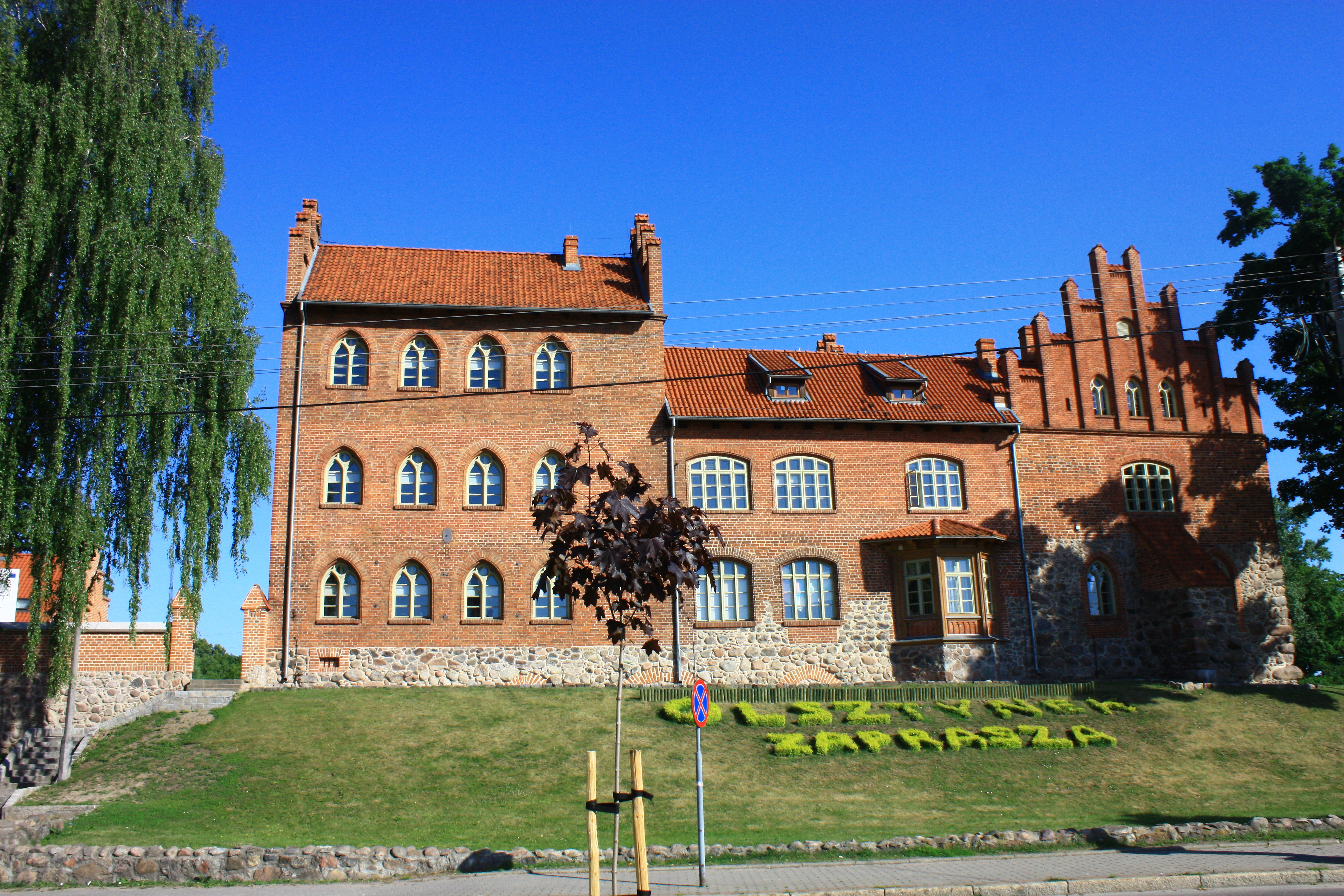
Le château des chevaliers teutoniques
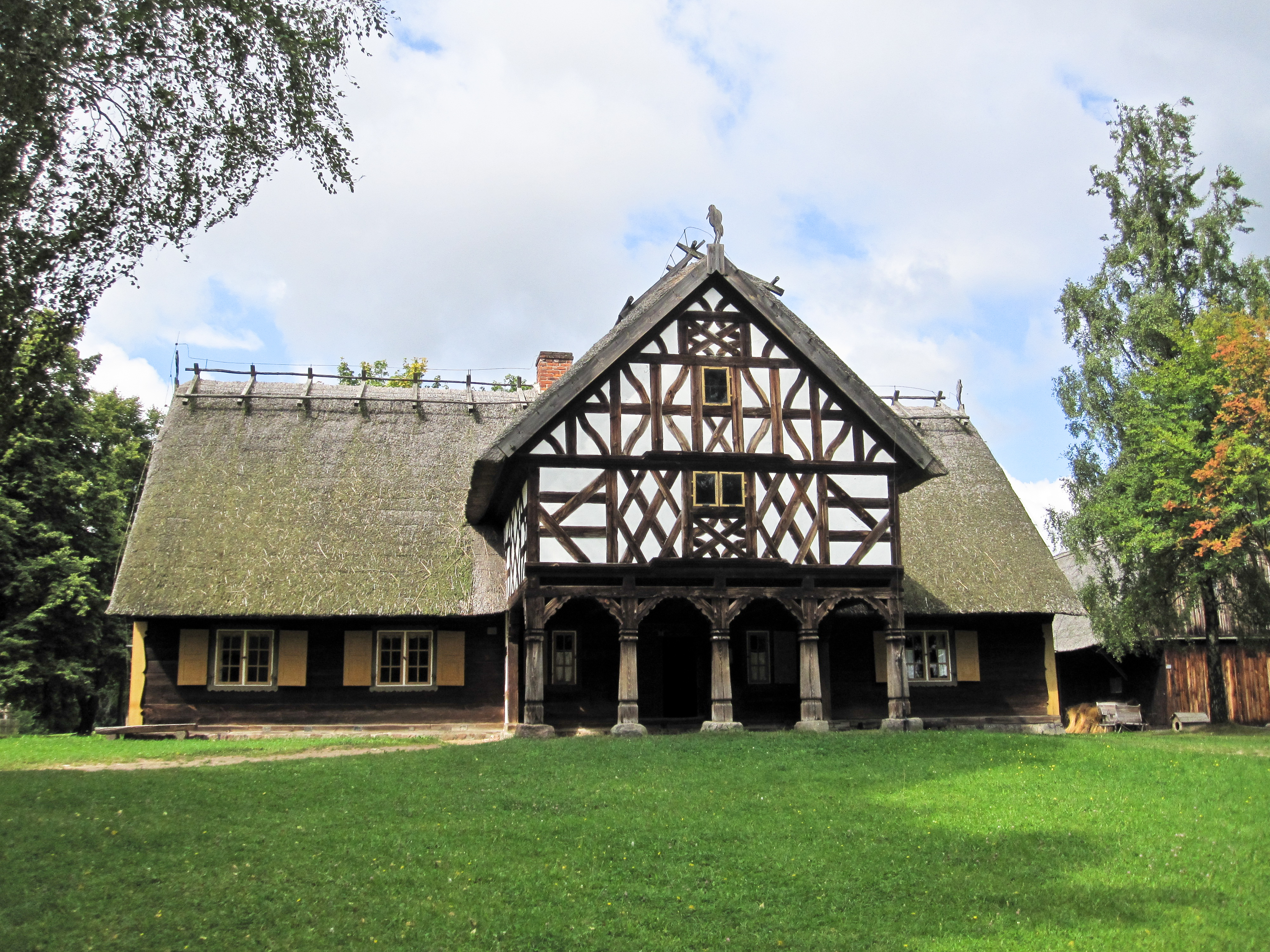
Le musée du folklore
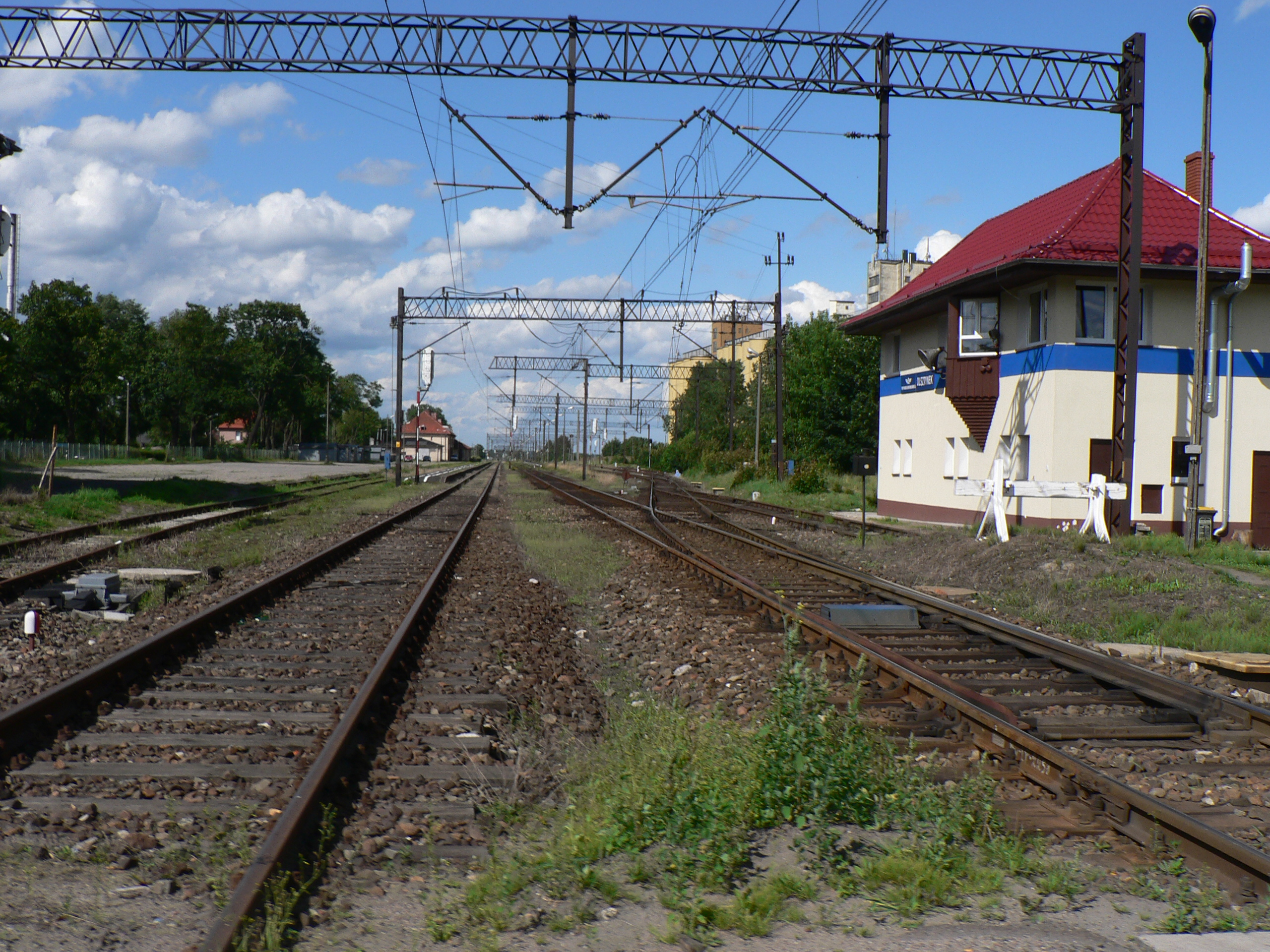
La gare
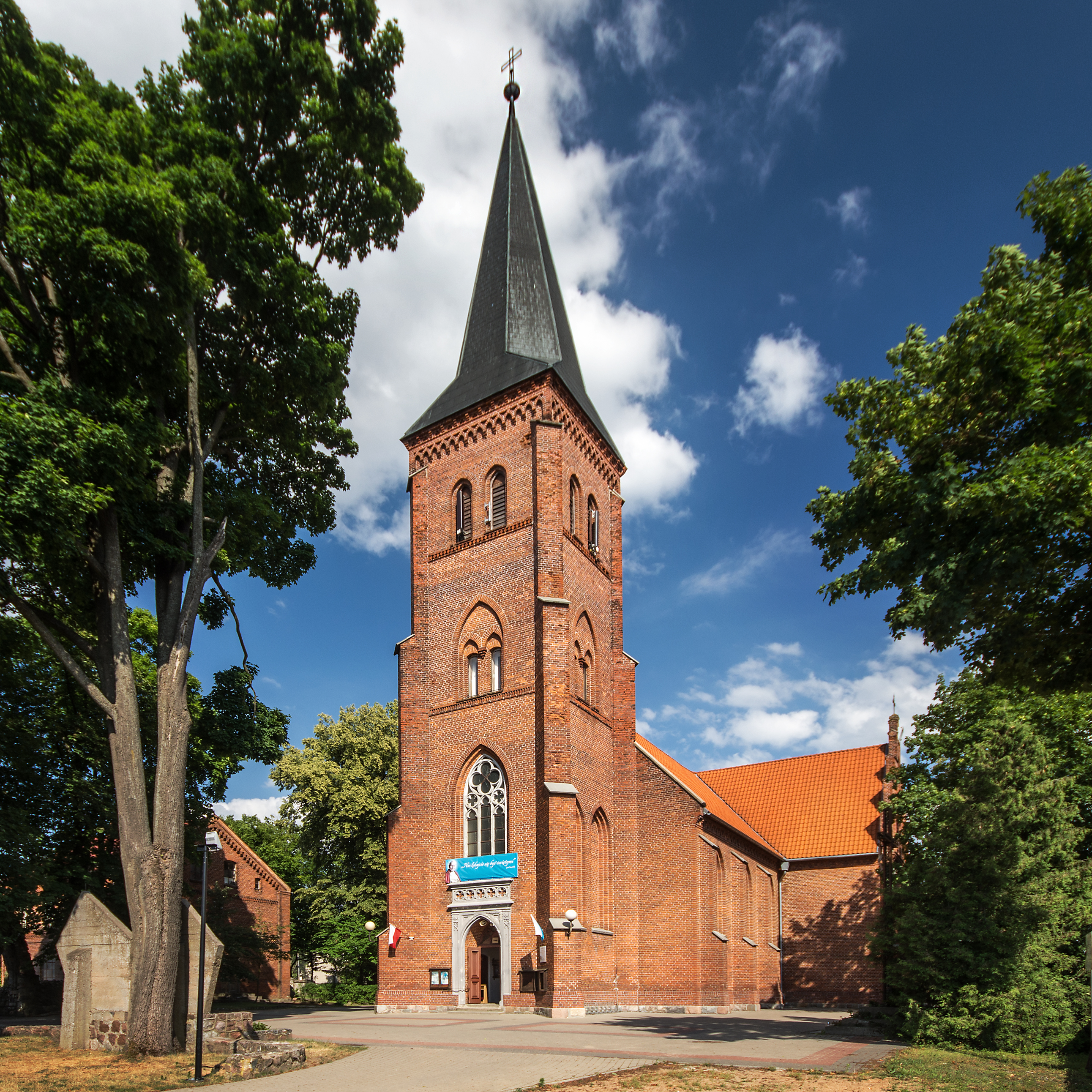
L'église du Sacré-Cœur